# Fogo (elemento)
O elemento fogo (símbolo △) é um dos quatro elementos das cosmogonias tradicionais ocidentais (origem do universo) junto com água, terra e, ar, "presentes em todas as grandes religiões": alquimia, astrologia, filosofia esotérica e, maçonaria. É um elemento masculino.
É o elemento dos signos Áries, Leão e Sagitário. O fogo rege Marte, o Planeta da Guerra (Marte rege o signo do zodíaco ocidental áries).
Faz parte dos elementos clássicos (terra, água, ar, fogo e éter), proposto para explicar a natureza de toda a matéria em substâncias simples.

## Elementos
Os quatro elementos são: 
- masculinos: fogo e ar.
- feminínos: água e terra.

O fogo é considerado masculino, assim como o elemento ar, em oposição aos elementos terra e água, que são considerados femininos.

## Na China
O fogo tem a cor vermelha, o animal é um pássaro de fogo chamado Fênix. Rege também a direção Sul, o verão como estação e os três signos do zodíaco oriental, como a Serpente, o Cavalo e o Carneiro. Associa-se ao planeta das chamas, da guerra e das batalhas, Marte. O Fogo, assim como o Metal, tem pólo (+).

## Na religião e filosofia
O fogo é considerado um símbolo sagrado na maioría das religiões, incluindo o Hinduísmo, Cristianismo, Judaísmo, Islamismo, Xintoísmo e Wicca.
Quase todos os rituais religiosos são realizados na presença deste elemento, seja em forma de uma fogueira, ou mesmo simplesmente representado por uma vela, possuindo um misticismo que envolve quase todas as crenças.
Segundo outras crenças, acredita-se que o fogo tenha alguns poderes especiais. O fogo é um dos tatwas (5 elementos básicos da natureza hindu). Na religião Wicca, o fogo é tido como um dos símbolos do Grande Deus-Pai, assim como o athame e o bastão.
Nas antigas tradições chinesas, o fogo é um dos cinco elementos, em conjunto com a terra, a água, a madeira e o metal.
Nas religiões neopagãs, como é o caso do Druidismo, da Wicca e da Asatrú, também existe a crença na existência de cinco elementos constituintes do Universo, sendo eles o Fogo, a Água, o Ar, a Terra e Akasha, sendo este último a manifestação da energia divina.

## No paganismo
O fogo corresponde ao tattwa Tejas, e é simbolizado pelo triângulo vermelho.
Possui características opostas às da água, como o calor e a expansão. Segundo a crença pagã, o fogo e água são os elementos básicos com os quais tudo foi criado. Creem, também, na existência de dois pólos deste elemento:
- Pólo (+): construtivo, doador de vida, nutriente e preservador.
- Minus (-): desagregador, fermentador, decompositor e dissipador.

As religiões atribuem o bem ao lado ativo e o mal ao lado passivo; mas no paganismo, o qual não tem a presença de maniqueísmo, o bem e o mal não existem, sendo apenas conceitos da condição humana.
Como a luz provém do fogo, crê-se que o fogo foi o primeiro dos elementos originados do Akasha.

## Elementais do fogo
Elemental é o nome esotérico dado aos espíritos existentes na natureza, também conhecidos como seres mitológicos. Dentre os elementais do fogo que, segundo a crença pagã, seriam capazes de controlar o elemento fogo e o representar, estão a Fênix, o Dragão, a Salamandra e a Quimera.